# Animal Aid
Animal Aid —  британська організація захисту прав тварин, заснована в 1977 році Жаном Пінком. Animal Aid мирно проводить кампанії проти всіх форм зловживань тваринами, включаючи споживання тварин як їжу та їх використання для медичних досліджень, пропагує спосіб життя, де немає місця жорстокості. Організація також розслідує та викриває випадки жорстокого поводження з тваринами.
Animal Aid проводить таємні дослідження, створює звіти про проведені кампанії, листівки та файли, а також навчальні відео та інші ресурси.

## Цілі та завдання
Animal Aid була заснована в січні 1977 року. Ця організація — неприбуткова, нею керує рада волонтерів. Її цілі:
- Підвищити поінформованість громадськості щодо зловживань у ставленні до тварин у суспільстві, зокрема у лабораторіях вівісекцій та заводських фермерських господарствах, та виховувати громадську думку, щоб усіма законними засобами вимагати скасування всіх експериментів над тваринами.
- Вивчити діюче законодавство з питань, пов'язаних із вищезазначеними цілями чи пов'язаними з ними аспектами, та сприяти проведенню соціальних, правових та адміністративних реформ у досягненні вищезазначених цілей.
- Запобігати експлуатації тварин.
- Виховувати у громадськості і особливо у молоді почуття моральної відповідальності перед тваринами.
- Пропагувати спосіб життя, який не передбачає випадків жорстокості до тварин.
- Збирати та розповсюджувати серед членів організації зокрема та громадськості загалом інформацію про всі питання, що стосуються вищезазначених цілей, з метою друку, видання та розповсюдження газет, періодичних видань, книг та інших друкованих видань, виготовлення кіно- та аудіовізуальних матеріалів та сприяти, спонсорувати, закуповувати чи допомагати будь-яким іншим способом (курсами, лекціями, інструкціями) досягти поставлених цілей.[3]

## Прихильники серед знаменитостей
Animal Aid має широкий спектр прихильників серед знаменитостей, серед яких Том Йорк, Стелла Маккартні, Річард Вілсон, Венді Тернер Вебстер, Massive Attack, Бенджамін Цефанія, Мартін Шоу, Крісі Хайнд, Алан Девіс, Пітер Татчелл та преподобний професор Ендрю Лінзей і нині покійний Тоні Бенн.
Д-р Шарлотта Уленброк, приматолог, підтримала кампанію допомоги тваринам проти експериментів з приматами, заявивши: «Я ще не чула достатньо переконливих наукових аргументів, які виправдовують страждання, завдані приматам у медичних дослідженнях».

## Кампанії
Кампанії щодо допомоги тваринам включають:
- Жертви благодійності. Діяльність спрямована на те, щоб переконати медичні дослідницькі організації припинити фінансування експериментів на тваринах і використовувати методи, такі як: епідеміологічні дослідження; дослідження in vitro з використанням клітин; клінічні дослідження; обстеження аутопсії; комп'ютеризовані бази даних щодо наркозалежних пацієнтів та постмаркетинговий нагляд; математичні моделі та комп'ютерне моделювання і неінвазивні методи візуалізації. З моменту запуску кампанії дві основні благодійні організації взяли на себе зобов'язання припинити фінансування досліджень на тваринах.[6][7]
- Забій тварин. Встановлені приховані камери для зйомок у бійнях Великої Британії виявили незаконний забій тварин і жорстокість у тринадцяти з чотирнадцяти зафіксованих на той час випадках. З моменту запуску кампанії всі основні мережі супермаркетів погодилися наполягати на тому, щоб їхні постачальники встановлювали камери відеоспостереження у своїх бійнях.[8] Кампанії допомоги тваринам призвели до обов'язкового незалежного моніторингу відеоспостереження у всіх бійнях Великої Британії.[9][10]
- Кінні перегони. Дана діяльність спрямована на припинення комерційних кінних перегонів і, як перший крок, заборону на використання батога, крім випадків безпеки. Положення про чіпи були дещо жорсткішими з моменту початку кампанії. Race Horse Death Watch[11] — це онлайн-база даних Animal Aid, яка фіксує випадки смерті на британських іподромах.[12]
- Відстріл птахів заради розваги. Близько 50 мільйонів фазанів та куріпок щороку інтенсивно вирощуються, щоб їх можна було випустити та відстріляти для занять спортом.[13] У 2010 році уряд лейбористів збирався заборонити вирощування тисяч фазанів та куріпок, подальше життя яких обмежене, непродуктивне й так жорстоко закінчується. Але ця пропозиція була відхилена.[14] Animal Aid продовжує також свою кампанію за заборону кліток.[15][16]
- Вегетаріанство. Animal Aid пропагує дієту без жорстокості, забезпечує безкоштовні демонстрації кулінарії в школах та розсилає безкоштовні інформаційні пакети й іншу літературу. Центральною особливістю кампанії є Great Vegan Challenge, який проводиться щороку у листопаді.[17]

## Різдвяна акція
Різдвяна акція, організована Animal Aid, проводиться щороку в першу неділю грудня в Лондоні, Англія, щоб пропагувати спосіб життя без жорстокості.
Тут проводяться ярмарки, продаються різноманітні товари: ювелірні прикраси, екокосметика, екологічний (безпечний для довкілля) одяг, нешкіряне взуття та подарунки. Протягом дня є програма лекцій, а також широкий вибір веганської їжі. Ця акція рекламується як сімейний захід.